# Hemiphlebia mirabilis
Hemiphlebia mirabilis – jedyny współcześnie żyjący gatunek ważki z rodziny Hemiphlebiidae. Jest endemitem Australii znanym z 6 małych, rozproszonych populacji o niewielkim zasięgu.
Hemiphlebia mirabilis to mała ważka o długości ciała 24 mm i rozpiętości skrzydeł 22 mm. Ciało metalicznie jasnozielone, białe przydatki. Dorosłe osobniki (imago) trudno obserwować w terenie z powodu ochronnego ubarwienia zlewającego się z tłem. Rozród odbywa się raz w roku. Jaja są prawdopodobnie składane na roślinności wodnej. Larwy żywią się drobnymi bezkręgowcami wodnymi. Imagines pojawiają się od końca listopada do końca lutego. Większość czasu spędzają odpoczywając na roślinach. Latają częściej nad ziemią w pobliżu zbiornika, niż nad wodą.
Zarówno larwa, jak i postać dorosła wykazują wiele prymitywnych ewolucyjnie cech budowy (żywa skamieniałość).
Znane populacje tego gatunku obserwowano w stanach Wiktoria i Tasmania oraz na King Island. Na dwóch ostatnich z wymienionych obszarów nie potwierdzono występowania H. mirabilis od 1995.
H. mirabilis zasiedla rzeki oraz zbiorniki wody stojącej, w tym okresowo wysychające.
IUCN uznaje H. mirabilis za gatunek najmniejszej troski (LC, Least Concern); wcześniej klasyfikowany był jako gatunek zagrożony (EN, Endangered). Zagrożeniem dla gatunku jest działalność człowieka, głównie osuszanie jego siedlisk i nadmierny wypas bydła.